# 歌川国彦
歌川 国彦（うたがわ くにひこ、生没年不詳）は、江戸時代の浮世絵師。

## 来歴
初代歌川豊国の門人、歌川の画姓を称す。作画期は文政から安政の頃にかけてとされる。

## 作品
- 「辰巳の仮宅図」　錦絵　※文政期
- 「花揃春の夕暮」　錦絵大判3枚続　プーシキン美術館所蔵　※安政2年（1855年）、歌川国輝と共画